# Rotifunk
Rotifunk ist eine Ortschaft im Süden von Sierra Leone mit 4858 Einwohnern (2012). Rotifunk liegt im Distrikt Moyamba innerhalb der Provinz Southern und ist Hauptsitz des Bumpe-Chiefdoms. Die Stadt liegt 96 Kilometer südöstlich der Hauptstadt Freetown.
Rotifunk wird mehrheitlich von den Sherbro bewohnt.

## Geschichte

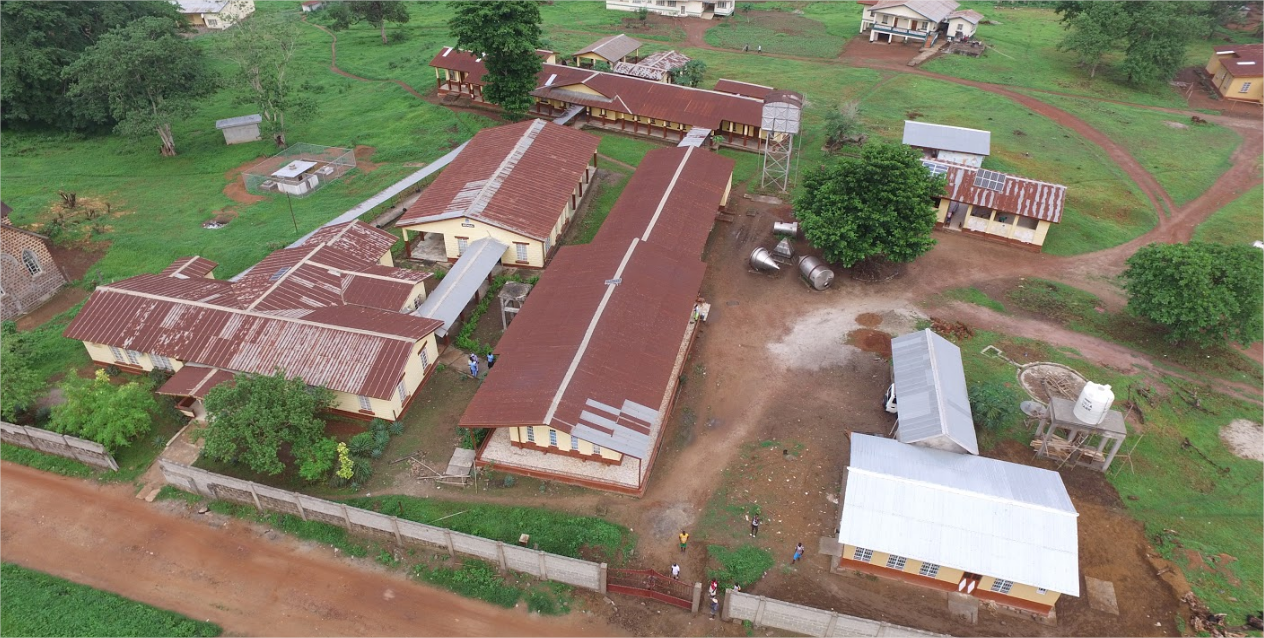
Hatfield Archer Memorial Hospital in Rotifunk

### Missionare in Rotifunk
1891 entsandte das Missionswerk der Kirche der Vereinigten Brüder in Christo aus Miami die Missionarinnen Dr. Marietta Hatfield, Dr. Mary C. Archer und Ella M. Scherick nach Rotifunk, wo diese ein Krankenhaus (Hatfield Archer Memorial Hospital) aufbauten. Alle drei Frauen fanden im Zuge eines Aufstandes im Jahr 1898 den Tod, welcher sich gegen eine Steuererhöhung durch die britische Kolonialregierung richtete. Auch das von den drei Amerikanerinnen aufgebaute Krankenhaus wurde während dieses Aufstandes zerstört.
Erst 1932 kam mit Dr. Mabel Silver aus Baltimore erneut eine Missionarin nach Rotifunk und baute das zerstörte Krankenhaus wieder notdürftig auf. 1951 konnte dann ein kleines Gebäude aus Zement errichtet werden, in welchem u. a. ein Labor, eine Apotheke, ein Operationsraum und ein Kreißsaal eingerichtet wurden. Ab 1953 schließlich unterstützte eine englische Missionarin Dr. Mabel Silver in Rotifunk, so dass von nun an auch einheimische Frauen als Krankenschwestern ausgebildet werden konnten. Als Dr. Mabel Silver im Jahr 1962 in den Ruhestand ging, war das von ihr wiederaufgebaute Krankenhaus dazu in der Lage, zwischen 500 und 700 Geburten pro Woche zu betreuen.
Das Krankenhaus von Rotifunk wurde während des Bürgerkriegs in Sierra Leone (1991–2002) sehr schwer beschädigt. Seit Ende des Konflikts wurden von verschiedenen Seiten her Versuche unternommen, das Krankenhaus mit Hilfe ausländischer Geldgeber wieder aufzubauen. Seit dem Ende des Bürgerkriegs unterstützt u. a. die Europäische Kommission den Wiederaufbau des örtlichen Krankenhauses.

## Söhne und Töchter der Stadt
- John Karefa-Smart (1915–2010), Politiker
- John Akar (1927–1975), Schriftsteller

## Trivia
Der Verein Sierra-Leone Baden-Württemberg unterhält seit 2009 eine Partnerschaft mit der Dorfschule von Rotifunk.